# Chiesa dei Santi Cosma e Damiano alla Scala
La chiesa dei Santi Cosma e Damiano alla Scala, indicata nei documenti più antichi come Santi Cosma e Damiano dei Romani, era una chiesa di Milano. Situata all'angolo delle attuali vie Filodrammatici e via San Dalmazio, fu sconsacrata nel 1796 e le sue mura riutilizzate per ospitare il Teatro dei Filodrammatici dal 1798.

## Storia
La chiesa viene citata per la prima volta in una lettera risalente all'881, in cui viene indicata come "chiesa dei Santi Cosma e Damiano dei Romani", posizionata a fianco di un piccolo ospedale. Citata in vari documenti, nel 1381 la chiesa figurava come titolare dell'omonima parrocchia. L'edificio, piccolo e malandato già nel XVI secolo fu quasi completamente rifatto a ampliato a partire dal 1660: la paternità è stata attribuita a Francesco Maria Richini, tuttavia sono conservati progetti per la chiesa di Giovanni Ruggeri e di Carlo Antonio Maffezzone. La facciata tuttavia non fu mai realizzata.
La chiesa fu sconsacrata nel 1796 per destinarla a ospitare il Consiglio dei Seniori, il senato della Repubblica Cisalpina, e due anni dopo concessa alla "Società del Teatro Patriottico" che trasformò la chiesa nel teatro dei Filodrammatici, inaugurato ufficialmente nel 1800, ma che per circa cent'anni continuò a conservare la facciata non realizzata della chiesa.

## Architettura
Come emerge dai documenti della visita di San Carlo Borromeo, l'edificio originario aveva un'aula con un'unica navata lunga 17 metri e larga 7 e terminava in un'abside poligonale a sette lati: la chiesa aveva un orientamento opposto a quello che avrebbe avuto dopo i lavori di rifacimento, ovvero l'abside stava al posto dell'attuale facciata del teatro dei Filodrammatici. Dopo i restauri la chiesa si presentava ingrandita, sempre ad unica navata, con orientamento invertito rispetto a quello originario, con cinque cappelle.
Tra le maggiori opere presenti nella chiesa e requisite dopo la secolarizzazione si possono citare:
- Santa Paola romana in partenza per la Terrasanta, olio su tela di Panfilo Nuvolone
- La natività di San Gerolamo e San Gerolamo in atto di tradurre le sacre scritture alla presenza di Davide, Mosè ed Aronne, pale d'altare del Legnanino
- San Gerolamo, olio su tela di Pierre Subleyras
- Sacra famiglia con i Santi Elisabetta, Zaccaria e San Giovanni Battista fanciullo, olio su tela di Pompeo Batoni, oggi conservato alla Pinacoteca di Brera